# Никольское (Сахалинская область)
Нико́льское — село в Углегорском муниципальном районе Сахалинской области России. Входит в состав Углегорского городского поселения.

## География
Село находится на расстоянии 10 км от города Углегорск, административного центра района.

## История
До 1945 года принадлежало японскому губернаторству Карафуто и называлось Кимофуто (яп. 肝太). После передачи Южного Сахалина СССР село 15 октября 1947 года получило современное название — по близлежащей горе, названной в свою очередь годом ранее в честь исследователя Сахалина, советского биолога А. М. Никольского (1858—1942).

## Население
| 2002 | 2010 | 2013 | 2021 |
| ---- | ---- | ---- | ---- |
| 385  | ↘267 | ↘243 | ↗258 |

### Половой состав
Согласно результатам переписи 2002 года, в селе проживало 385 человек (184 мужчины и 201 женщина).

### Национальный состав
Согласно результатам переписи 2002 года, в национальной структуре населения русские составляли 90 % из 385 чел.

## Улицы
| - ул. Автомобильная, - ул. Горная, | - ул. Морозова, - ул. Черёмушки. |